# Selenocephalus wagneri
Selenocephalus wagneri är en insektsart som beskrevs av Dlabola 1974. Selenocephalus wagneri ingår i släktet Selenocephalus och familjen dvärgstritar. Inga underarter finns listade i Catalogue of Life.